# Mantisalca
Mantisalca é um género botânico pertencente à família Asteraceae.